# Boavita (kommun)
Boavita är en kommun i Colombia.   Den ligger i departementet Boyacá, i den centrala delen av landet, 250 km nordost om huvudstaden Bogotá. Antalet invånare är 8 796.